# KGB Archiver
KGB — свободный архиватор с открытым исходным кодом, созданный Томашем Павляком (пол. Tomasz Pawlak). Является графической оболочкой для авторской модификации алгоритма сжатия PAQ1-7.
Существует версия для Windows и консольная бета-версия для POSIX-систем.

## Возможности
Основные возможности и особенности программы:
- Поддержка архивов с форматами ZIP и KGB.
- Создание самораспаковывающихся архивов.
- Шифрование c использованием 256-битного ключа AES.

Тесты показывают, что степень сжатия KGB ненамного выше, чем у популярных архиваторов RAR, Cab, 7-Zip, время запаковки и, что наиболее критично, распаковки, больше на порядки. Велики также и фактические требования к размеру оперативной памяти.

## Недостатки
- Применение расширения .KGB для архивов (которое уже используется программой Kremlin Encrypt производства Mercury Development) приводит к конфликту.
- В версиях 1.x было замечено некорректное создание zip-архивов из небольшого (меньше 1 килобайта) файла. Результат архивирования было невозможно распаковать.
- Список файлов не архивируется, поэтому при большом количестве маленьких файлов резко падает уровень сжатия.
- Поддерживает только форматы .KGB и .ZIP.